# Bördeland
Bördeland è un comune di 7 507 abitanti del land della Sassonia-Anhalt, in Germania.
Appartiene al circondario del Salzland.

## Storia
Il comune di Bördeland fu creato il 29 dicembre 2007 dall'unione dei comuni di Biere, Eggersdorf, Eickendorf, Großmühlingen, Kleinmühlingen, Welsleben e Zens, che ne divennero frazioni.

## Geografia antropica

### Suddivisioni amministrative
Il territorio comunale comprende 7 centri abitati (Ortsteil):
- Biere
- Eggersdorf
- Eickendorf
- Großmühlingen
- Kleinmühlingen
- Welsleben
- Zens